# Lars Florén
Lars Gustaf Emanuel Florén, född 26 maj 1899 i Västerås, död 1 september 1979 i Högalids församling i Stockholm, var en svensk konsthantverkare, målare och textilkonstnär. Medlem i Sällskapet Idun 7 oktober 1956.  

## Biografi
Florén utbildades vid Althins målarskola 1919–1921 och Tekniska skolan. Han blev invald i konstnärsgruppen Färg och Form 1939, där han deltog med 8 separatutställningar och 56 samlingsutställningar. Stipendie- och bildningsresor företog Florén till Danmark, Frankrike (Concarneau, Cagnes, Chinon, Grez-sur-Loing, Le Pouldu, Moret-sur-Loing, Paris, Quimperlé), Schweiz (Basel, Genève) och Spanien.
Efter typografutbildning på VLT i Västerås flyttade Florén till Stockholm, där han arbetade som konservator och dekorationsmålare och där han inledde sin konstnärsbana. Bostad och ateljé låg till en början i Gamla stan, men senare vid Bergsundsstrand på Södermalm. 1944 flyttade han till Johanneshov och tolkade där förortsatmosfären i Hammarbyhöjden, Johanneshov och Sickla. Här finns också skildringar av Hammarbyhamnen, som då var en livlig arbetsplats med lossning, lastning och svängande lyftkranar. I Nackareservatet gjorde Florén många fria naturstudier och i hemmet komponerade han ett flertal finstämda interiörer, porträtt och stilleben. Som landskapsmålare sökte han sig till Danmark (Bornholm, Köpenhamn), Frankrike (Bretagne, Moret-sur-Loing, Paris, Provence), Bohuslän (Tjörn), Halland (Glommen, Morup, Skrea, Söndrum), Norge (Lofoten), Stockholms skärgård, Skåne (Brantevik, Glumslöv, Skillinge, Ålabodarna) och Öland (Djupvik, Vickleby). Åren 1968–1979 låg hans ateljé och bostad på Skinnarviksberget, där många stockholmsutsikter i en intensiv och variationsrik färghållning skapades.
Floréns till en början naivistiska stil på 1920-talet övergick på 1930-talet i ett impressionistiskt ljusmåleri. I Bretagne 1937 med Ester Lindhahl-stipendiet redovisade konstnären följande: "Jag tycker mig vara på väg mot det som intresserar mig mycket...nämligen... själva penselteknikens förmåga att suggerera liv och ljus". Ulf Linde karakteriserar 1955 Floréns konstnärskap: "Målaren lever i intim kontakt med en vardaglig verklighet som han beskriver i blida, inträngande målningar. Färgstoffet är mjukt och vackert pålagt utan borstiga övergrepp...; trots att färgklangerna avgjort har en uttrycksfullhet, blir de aldrig grälla. Färgen har när den är som bäst en meditativ skir inåtvändhet". Under 1960 och 1970-talen får koloriten en allt högre intensitet.
Åren 1948–1979 vävde Florén som autodidakt ett 20-tal bildvävar i hautelisseteknik med motiv från Bibeln, folksagan och litterära klassiker som Jona och valfisken, "Elie himmelsfärd", "Bäckahästen" och Don Quijote. Andra motiv är "Bockarna Bruse", "Bouquinisten", "Den Fula Ankungen", "Fiskafänget", "Gästabudet", "Stockholmsväven", "Åkerns liv" och Statens Konstråds beställningsverk till Kungliga biblioteket (1963) "Från Vasaborgen till Humlegården", som skildrar bibliotekets historia från branden i slottet Tre Kronor 1697 till dagens nationalbibliotek.
Lars Florén är gravsatt i Gustav Vasa kyrkas kolumbarium vid Odenplan i Stockholm.

## Representerad
Floréns verk återfinns på Bonnierska porträttsamlingen, Göteborgs konstmuseum, Kungliga biblioteket, Landskrona museums konstsamling, Moderna Museet, Riksdagshuset, SEB, Hallands konstmuseum, Stockholms läns landsting och Västerås konstmuseum.

## Utställningar
- Färg och Form, separatutställningar: 1934 (debut), 1939,[6] 1941,[7] 1945,[8] 1950,[9] 1955,[10] 1965 [11] och 1970.[12]
- Färg och Form, samlingsutställningar, Stockholm: 1936–2002, 56 stycken.
- Färg och Form, vandringsutställning: Kalmar, Landskrona, Lund, Skövde.
- Göteborg, Dansk-Isländsk-Svensk konst 1941.
- Nordiska Konstförbundet, Oslo 1946.
- Landskrona museum 1950.
- Sveriges allmänna konstförening (ett flertal).
- Borås, Köping och Västerås.
- Minnesutställning. Konstgalleriet, Stockholm 1991.
- Vasa Konst, Uppsala: samlingsutställning, Färg och Form 2011.